# Vertamboz
Vertamboz – miejscowość i gmina we Francji, w regionie Burgundia-Franche-Comté, w departamencie Jura.
Według danych na rok 1990 gminę zamieszkiwały 84 osoby, a gęstość zaludnienia wynosiła 13 osób/km² (wśród 1786 gmin Franche-Comté Vertamboz plasuje się na 659. miejscu pod względem liczby ludności, natomiast pod względem powierzchni na miejscu 685.).